# Microrégion du Baixo Parnaíba Piauiense
 (novembre 2016).
Si vous disposez d'ouvrages ou d'articles de référence ou si vous connaissez des sites web de qualité traitant du thème abordé ici, merci de compléter l'article en donnant les références utiles à sa vérifiabilité et en les liant à la section « Notes et références ».

Localisation de la microrégion du Baixo Parnaíba Piauiense

La microrégion du Baixo Parnaíba Piauiense est l'une des deux microrégions qui subdivisent le nord de l'État du Piauí au Brésil.
Elle comporte 18 municipalités qui regroupaient 319 885 habitants en 2006 pour une superficie totale de 12 494 km².

## Municipalités[1]
- Barras
- Batalha
- Boa Hora
- Brasileira
- Cabeceiras do Piauí
- Campo Largo do Piauí
- Esperantina
- Joaquim Pires
- Joca Marques
- Luzilândia
- Madeiro
- Matias Olímpio
- Miguel Alves
- Morro do Chapéu do Piauí
- Nossa Senhora dos Remédios
- Piripiri
- Porto
- São João do Arraial